# Shanksville
Shanksville is een dorp in Somerset County, Pennsylvania, Verenigde Staten. Shanksville telde 245 inwoners in 2000.
Shanksville kwam in de internationale media door de aanslagen op 11 september 2001: vlucht 93 van United Airlines stortte daar vlak in de buurt neer. Op 10 september 2011 is voor de slachtoffers een permanent monument geopend, nadat er al eerder een tijdelijk monument op deze plek was.

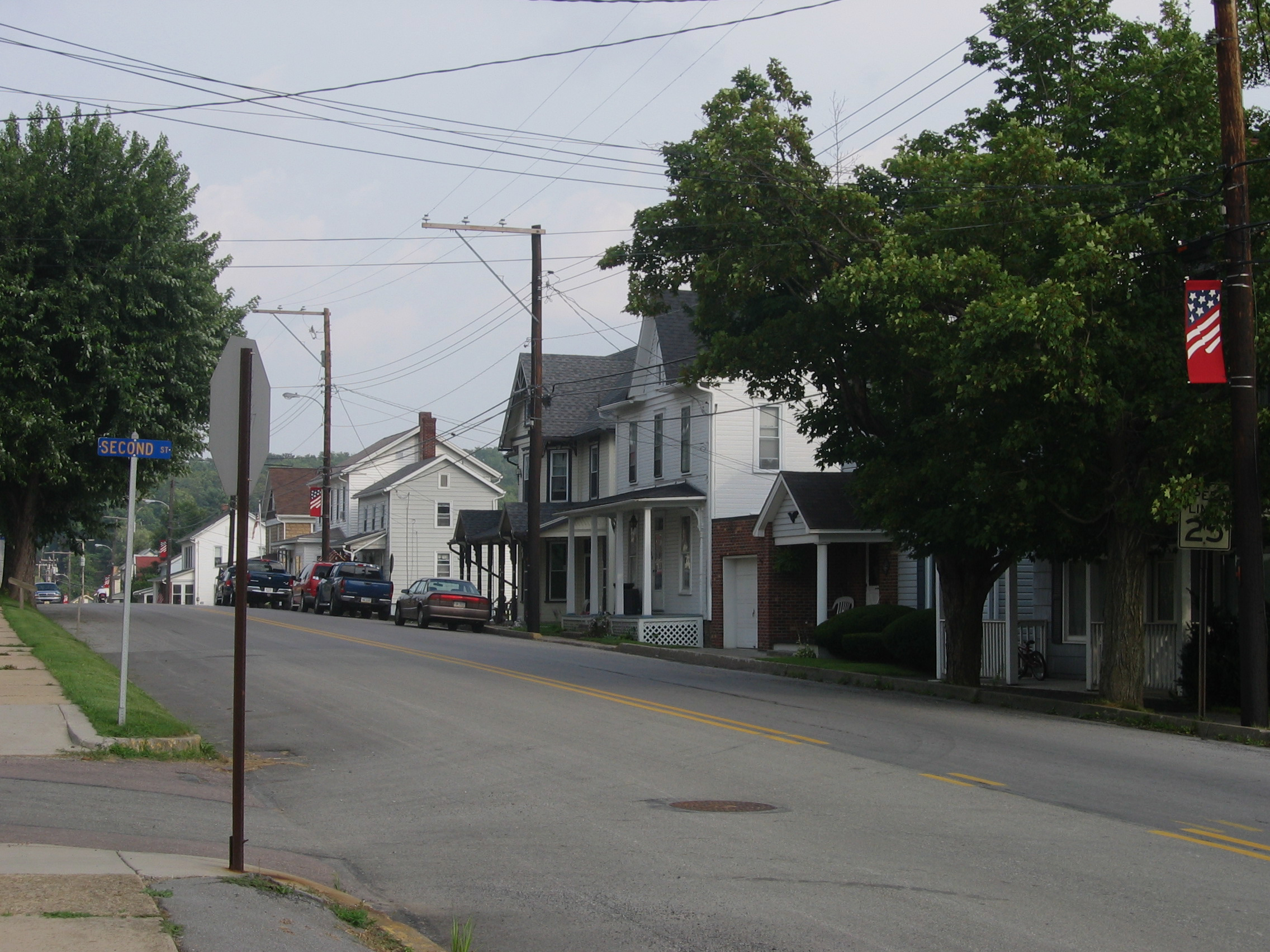
Hoofdstraat van Shanksville

## Geografie
Volgens het United States Census Bureau beslaat de plaats een oppervlakte van
0,5 km², geheel bestaande uit land.

## Plaatsen in de nabije omgeving
De onderstaande figuur toont nabijgelegen plaatsen in een straal van 12 km rond Shanksville.